# Bauhinia carcinophylla
Bauhinia carcinophylla är en ärtväxtart som beskrevs av Elmer Drew Merrill. Bauhinia carcinophylla ingår i släktet Bauhinia och familjen ärtväxter. Inga underarter finns listade i Catalogue of Life.